# Emphyleuscelus blandulus
Emphyleuscelus blandulus es una especie de coleóptero de la familia Attelabidae.

## Distribución geográfica
Habita en Brasil y Colombia.